# Jean Jeanneteau
Le chanoine Jean Jeanneteau (2 mai 1908 - 14 avril 1992) est un prêtre catholique français, spécialiste du chant grégorien, chanoine de la cathédrale d'Angers, fondateur de l'École supérieure d'électronique d'Angers en 1956 et de l'Institut de musique sacrée de la Faculté de théologie d'Angers en 1957 et vice-recteur de l'Université catholique d'Angers de 1966 à 1975.

## Ouvrages
- 1957 : Style verbal et modalité, dans la Revue grégorienne, tome 36-4, p. 119 - 125[3]
- 1958 : L'Orgue électronique, dans la Musique sacrée au IIIe Congrès international de musique sacrée, Paris juillet 1957, p. 179 - 181, Richard-Masse, Paris[2]
- 1966 : Les Valeurs actuelles du chant grégorien, dans le Chant liturgique après Vatican II, p. 153 - 170, Éditions Fleurus, Fribourg[2]
- 1985 : Los modos gegorianos - historia, análisis, estética, Abbaye Saint-Dominique de Silos, Silos[2],[3]
- 1992 : Perfectus, le huitième mode, dans les Études grégoriennes, tome XXIV, p. 85 - 99[3]
- 1995 : L'éthos du troisième mode, dans les Requirentes modos musicos, Mélanges offerts à Dom Jean Claire, Maître de chœur, Abbaye Saint-Pierre de Solesmes, Solesmes, p. 193 - 202[3]

## Sources
- Jean Claire, Le chanoine Jean Jeanneteau (1908-1992), 1993
- Marie-Emmanuel Pierre, Cantabo Domino, Cours de chant grégorien, Abbaye Saint-Michel de Kergonan, Plouharnel 2005  (ISBN 978-2-9525681-0-4) 343 p.